# Soleil Royal (1693)
Pour les autres navires du même nom, voir Soleil Royal.
Le Soleil-Royal est un navire de guerre français, en service de 1692 à 1713. C'est un vaisseau de ligne de premier rang, portant 104 canons sur trois ponts. Il s'agit du deuxième du nom dans la Marine royale française.

## Construction
Construit à Brest en 1692-1693 sous la direction du maître charpentier Blaise Pangalo, l'un des meilleurs charpentiers du royaume. Il sort des chantiers navals sous le nom de Foudroyant, il est rebaptisé en mars 1693 Soleil-Royal en remplacement du précédent de ce nom, détruit le 2 juin 1692 devant Cherbourg, après avoir été le vaisseau-amiral du comte de Tourville à la bataille de la Hougue.
Le nouveau Soleil Royal est armé de 104 canons :
- 28 canons de 36 livres dans sa première batterie ;
- 30 canons de 18 livres dans sa deuxième batterie ;
- 28 canons de 12 livres dans sa troisième batterie ;
- 18 canons de 6 livres sur ses gaillards.

## Carrière
Commandé par le marquis de Langeron, il fait partie de l'arrière-garde de la flotte française à la bataille navale de Vélez-Málaga le 24 août 1704.
Lors du siège de Toulon en 1707, ordre est donné par Louis XIV de saborder toutes les unités de la flotte du Levant : quinze vaisseaux, dont le Soleil-Royal, sont sabordés dans les bassins du port de Toulon. Renfloué après le siège, le Soleil-Royal est finalement démoli en 1713.
Il est suivi par un troisième exemplaire portant le nom de Soleil-Royal en 1749.